# Káto Poseidonía
Káto Poseidonía (Kato Poseidonia, Poseidonia) är en ort i Grekland.   Den ligger i prefekturen Nomarchía Anatolikís Attikís och regionen Attika, i den sydöstra delen av landet, 40 km sydost om huvudstaden Aten. Káto Poseidonía ligger 1 meter över havet och antalet invånare är 397.
Terrängen runt Káto Poseidonía är kuperad norrut, men söderut är den platt. Havet är nära Káto Poseidonía åt sydost.  Närmaste större samhälle är Lávrio, 3,7 km norr om Káto Poseidonía. 